# Zygadenus venenosus
Zygadenus venenosus là một loài thực vật có hoa trong họ Liliaceae. Loài này được S. Watson miêu tả khoa học đầu tiên.